# Thysanocardia nigra
Thysanocardia nigra är en stjärnmaskart som först beskrevs av Ikeda 1904.  Thysanocardia nigra ingår i släktet Thysanocardia och familjen Golfingiidae. Inga underarter finns listade i Catalogue of Life.